# Inaji
L'Inaji (伊那路) est un train express existant au Japon et exploité par la compagnie JR Central, qui relie la ville de Toyohashi à la ville d'Iida.

## Gares desservies
L'Inaji circule de la gare de Toyohashi à la gare d'Iida en empruntant la ligne Iida. Il dessert successivement les gares de Toyohashi, Toyokawa, Shinshiro, Hon-Nagashino, Yuya-onsen, Chūbu-Tenryū, Misakubo, Hiraoka, Nukuta, Tenryūkyō et Iida.

## Matériel roulant
Les services Inaji sont effectués par des rames série 373 dans des compositions à trois voitures, la première étant composée de sièges réservés.